# Kalophrynus eok
Kalophrynus eok és una espècie de granota que viu a Malàisia i, possiblement també, a Indonèsia.
Està amenaçada d'extinció per la pèrdua del seu hàbitat natural.